# Jackie Young
Jacquelyn "Jackie" Young (Princeton (Indiana), Estados Unidos, 16 de septiembre de 1997) es una jugadora de baloncesto de Estados Unidos, campeona olímpica en Tokio 2020 en la modalidad de Baloncesto 3x3 junto a Kelsey Plum, Stefanie Dolson y Allisha Gray.
Es jugadora de los Las Vegas Aces de la WNBA, que la seleccionó con el número 1 del draft en el año 2019.

## Palmarés olímpico
| Juegos Olímpicos | Juegos Olímpicos | Juegos Olímpicos | Juegos Olímpicos |
| Año              | Lugar            | Medalla          | Prueba           |
| ---------------- | ---------------- | ---------------- | ---------------- |
| 2021             | Tokio ( Japón)   | Medalla de oro   | Baloncesto 3x3   |